# ارنست نوآر
ارنست نوآر (فرانسوی: Ernest Neuhard‎; ۱۰ نوامبر ۱۹۰۳ – ۱۰ سپتامبر ۱۹۸۰) دوچرخه‌سوار اهل فرانسه بود.